# Sark na Island Games 2009
Reprezentacja Sarku na Island Games 2009 na Wyspach Alandzkich (Finlandia) składała się z trzech zawodników, którzy występowali w jednej dyscyplinie - strzelectwie. Wszyscy zawodnicy byli mężczyznami.
Był to jedenasty start reprezentacji Sarku w Island Games. Po raz pierwszy pojawili się tam na drugiej edycji tej imprezy na Guernsey w 1987 roku. Rok później pauzowali, ale od 1991 reprezentanci tej niewielkiej wyspy pojawiają się już regularnie na Island Games.

## Zdobyte medale
| Medal  | Zawodnik                     | Dyscyplina  | Konkurencja                        |
| ------ | ---------------------------- | ----------- | ---------------------------------- |
| Srebro | Stefan Roberts               | Strzelectwo | Strzelanie do rzutków indywidualne |
| Srebro | Nicholas Dewe-Stefan Roberts | Strzelectwo | Strzelanie do rzutków w parze      |

## Reprezentanci

### Strzelectwo
Wszyscy trzej reprezentacji Sarku uczestniczyli w zawodach strzelectwa. Byli to: Nicholas Dewe, Richard Dewe oraz Stefan Roberts. Pierwszy z nich zajął indywidualnie czwartą pozycję w strzelectwie sportowym i czwarte w strzelaniu do rzutków. Drugi nie startował w turnieju indywidualnym, a trzeci zdobył w nim czternastą pozycję natomiast w strzelaniu do rzutków zdobył srebrny medal.
Reprezentanci Sark wzięli też udział w turniejach drużynowych. We trzech zajęli dziewiątą pozycję w strzelectwie sportowym, a Nicholas Dewe oraz Stefan Roberts w parze zajęli drugie miejsce na podium w strzelaniu do rzutków.
Indywidualne strzelectwo do rzutków
| Poz. | Zawodnik       | 1. r. | 2. r. | 3. r. | 4. r. | 5. r. | Finał |
| ---- | -------------- | ----- | ----- | ----- | ----- | ----- | ----- |
| 2.   | Stefan Roberts | 19    | 18    | 20    | 20    | 20    | 19    |
| 4.   | Nicholas Dewe  | 18    | 18    | 20    | 22    | 17    | 18    |

Indywidualne strzelectwo sportowe
| Poz. | Zawodnik       | Punkty |
| ---- | -------------- | ------ |
| 4.   | Nicholas Dewe  | 78     |
| 14.  | Stefan Roberts | 67     |

Drużynowe strzelectwo do rzutków
| Poz. | Zawodnik       | 1. r. | 2. r. | 3. r. | 4. r. | Finał | Drużyna |
| ---- | -------------- | ----- | ----- | ----- | ----- | ----- | ------- |
| 2.   | Nicholas Dewe  | 18    | 15    | 18    | 18    | 69    | 144     |
| 2.   | Stefan Roberts | 16    | 21    | 18    | 20    | 75    | 144     |

Drużynowe strzelectwo sportowe
| Poz. | Zawodnik       | Wynik | Drużyna |
| ---- | -------------- | ----- | ------- |
| 9.   | Nicholas Dewe  | 60    | 123     |
| 9.   | Richard Dewe   | 44    | 123     |
| 9.   | Stefan Roberts | 63    | 123     |